# Richmondshire
Richmondshire é um distrito de administração local situado em North Yorkshire, Inglaterra. Segundo o censo de 2011, Richmondshire teve uma população de 51 965 habitantes.